# تحمل الغموض
تحمل الغموض هو القدرة على إدراك الغموض في المعلومات والسلوك بطريقة محايدة ومفتوحة.
يُعتبر تحمل الغموض قضية مهمة في مجالات تنمية الشخصية والتعليم. في مجال علم النفس والإدارة، ترتبط مستويات تحمل الغموض بالإبداع، والنفور من المخاطرة والمرونة النفسية ونمط الحياة، والتوجه نحو التنوع (التواصل بين الثقافات ووالكفاءة متعددة الثقافات) وأسلوب القيادة.
وتستند أنماط القيادة الخاصة بويلكنسون بدرجة كبيرة إلى تحمل الغموض. فالقادة المدرجين ضمن النمط الأول يتمتعون بأقل قدر من تحمل الغموض في حين يتمتع قادة النمط الرابع ويفضلون العمل في الحالات الغامضة. ويرجع ذلك جزئيًا إلى ما يسميه ويلكنسون بـ «المرونة العاطفية».
وعكس ذلك، عدم تحمل الغموض، الذي قُدم في The Authoritarian Personality (الشخصية الاستبدادية) عام 1950، عُرف في عام 1975 بأنه «الميل إلى إدراك أو تفسير المعلومات التي تتميز بأنها بمعانٍ غامضة وغير مكتملة ومتجزئة ومتعددة ومحتملة وغير متناسقة وغير مؤكدة ومتناقضة أو غير واضحة باعتبارها مصادر محتملة للاضطراب النفسي أو التهديد.»